# مخططات بلاند التمان

مخطط بلان – التمان (مخطط الاختلاف) سميت بهذا الاسم نسبة للعالمان الذين وضعوها «مارتن بلاند» و «دوغلاس جي التمان» هي طريقة لرسم البيانات، تستخدم لتحليل التوافق بين متغيرين رئيسيان في الكيماء التحليلية أو العلوم الحيوية الطبية، وهي مشابهة لمخططات توكيو (مخططات لمتوسط الاختلافات)  الاسم الذي تعرف به في مجالات أخرى، أُدرجت تحت الأحصاءات الطبية من قبل مارتن ودوغلاس.

## التوافق مقابل الارتباط
أشار العالمان بلاند والتمان إلى أن أي طريقتين يتم تصميمهما لقياس نفس المعامل (أو الخاصية) يجب أن يكون هناك ارتباط جيد بينهما عند اختيار مجموعة من العينات، بحيث تختلف الخاصية التي تم تحديدها بشكل كبير. الارتباط العالي بين أي طريقتين قمنا باستخدامهما لقياس نفس الخاصية لا يعني بالضرورة وجود توافق جيد بين هاتين الطريقتين ومن الممكن ان يكون سبب هذا الارتباط العالي مجرد علامة تدل على ان الشخص قد اختارعينة واسعة الانتشار.

## الإنشاءات
ضع في اعتبارك عينة تتكون من س من الملاحظات (مثلًا، أشياء حجمها غير معروف). يتم إجراء كلا الاختبارين (مثلًا، طرق مختلفة لقياس الحجم) على كل عينة مما يعطينا نقاط بيانات بعدد 2س ثم يتم تمثيل كل س من العينات على الرسم البياني عن طريق إخراج متوسط القياسين وادراجه للقيمة س، والفرق بين القيمتين وادراجه للقيمة ص 
{\displaystyle S(x,y)=\left({\frac {S_{1}+S_{2}}{2}},S_{1}-S_{2}\right).}
الإحداثيات الديكارتيه لعينه ع ذات قيم ع1 و ع2 تحددها المقايستان هي 
```
:

  

    

      

        
S

        
(

        
x

        
,

        
y

        
)

        
=

        

          
(

          

            

              

                

                  

                    
log

                    

                      
2

                    

                  

                  
⁡

                  

                    
S

                    

                      
1

                    

                  

                  
+

                  

                    
log

                    

                      
2

                    

                  

                  
⁡

                  

                    
S

                    

                      
2

                    

                  

                

                
2

              

            

            
,

            

              
log

              

                
2

              

            

            
⁡

            

              
S

              

                
1

              

            

            
−

            

              
log

              

                
2

              

            

            
⁡

            

              
S

              

                
2

              

            

          

          
)

        

        
.

      

    

    
{\displaystyle S(x,y)=\left({\frac {\log _{2}S_{1}+\log _{2}S_{2}}{2}},\log _{2}S_{1}-\log _{2}S_{2}\right).}

  

```

لمقارنة الاختلافات بين مجموعتي العينات بشكل مستقل عن قيمهما المتوسطة، من الأنسب النظر إلى نسبة أزواج القياسات. إن تحويل اللوغاريتم (للأساس2) للقياسات قبل التحليل سيمكن من استخدام النهج القياسي؛ لذلك سيتم إعطاء المخطط بالمعادلة التالية: 
```
يستخدم هذا الإصدار من المخططات في 
مخططات MA
```

## تطبيقات
أحد التطبيقات الأساسية لمخططات بلاند – التمان هو مقارنة قياسين سريريين كل منهما انتج بعض الأخطاء في مقاييسهما  ، يمكن استخدامه أيضًا لمقارنة تقنية أو طريقة قياس جديدة بمعيار ذهبي، حيث أن المعيار الذهبي لا يعني – ولا يجب – أن يكون خاليًا من الأخطاء. وهناك بعض البرمجيات التي تقدم مخططات بلاند – التمان مثل Analyse-it أو MedCalc أو NCSS أو GraphPad Prism أو R أو StatsDirect تستخدم مخططات بلاند – التمان بشكل مكثف لتقييم التوافق بين جهازين مختلفين أو اثنتين من تقنيات القياس، كما تسمح مخططات بلاند – التمان بتحديد الفروقات المنهجية بين القياسات (أي التحيز الثابت) أو القيم المتطرفة المحتملة. الفرق المتوسط هو التحيز المقدر، ويقيس الانحراف المعياري للاختلافات التقلبات العشوائية حول هذا المتوسط، إذا كانت القيمة بعيدة جدًا عن العدد 0 لعينة واحدة بناء على أساس اختبار تي فهذا يشير إلى وجود تحيز ثابت. إذا كان هناك انحياز ثابت، فيمكن تعديله من خلال طرح متوسط الفرق من الطريقة الجديدة. من الشائع حساب 95% من حدود التوافق لكل مقارنة (متوسط الفرق للانحراف المعياري للفرق يقارب 1.96±)، والذي يخبرنا إلى أي مدى كانت القياسات متباينة بطريقتين أكثر احتمالًا لمعظم الأفراد. إذا كانت الاختلافات في المتوسط تساوي 1.96± للانحراف المعياري فهي غير مهمة سريريًا، فقد يتم استخدام الطريقتين بالتبادل. يمكن أن تكون 95% من حدود التوافق تقديرات غير موثق بها لمعاملات السكان خاصة بالنسبة لأحجام العينات الصغيرة، لذا عند مقارنة الطرق أو تقييم التكرار، من المهم حساب نسبة ثقة الناس بالاختبار للوصول لنسبة 95% من حدود التوافق يمكن القيام بذلك طريق الطريقة التقريبية لبلاند – وألتمن  أو عن طريق طرق أكثر دقة. 
تم استخدام مخططات بلاند – التمان أيضًا للتحقق من أي علاقة محتملة للتناقضات بين القيا سات والقيمة الحقيقية (أي التحيز النسبي). يشير وجود التحيز النسبي إلى أن الأساليب لا تتفق بالتساوي من خلال نطاق القياسات (أي أن حدود الاتفاق تعتمد على القياس الفعلي)، لتقييم هذه العلاقة بشكل رسمي، يجب أن يتراجع الفرق بين الطرق بمتوسط طريقتين. عندما تم تحديد علاقة بين الاختلافات والقيمة الحقيقية (أي منحد كبير لخط الانحدار)، يجب توفير بحدود 95% من الاتفاق على اساس الانحدار.